# Innamorarsi a Middleton
Innamorarsi a Middleton (At Middleton) è un film del 2013 diretto da Adam Rodgers.

## Trama
George ed Edith sono due genitori che si incontrano per caso al college di Middleton, dove accompagnano i rispettivi figli a un tour di presentazione dell'università. George è un cardiochirurgo molto rigoroso che costringe il figlio Conrad, ribelle poco propenso a iscriversi a Middleton, a indossare la cravatta per dimostrare di essere pronto a diventare adulto. Edith al contrario è una madre molto permissiva che fatica ad accettare l'idea di separarsi dalla figlia Audrey, entusiasta all'idea di frequentare il college perché sogna di conoscere lo stimato professore Roland Emerson.
Due caratteri, quelli di George ed Edith, diametralmente opposti che sono destinati a incrociarsi a Middleton. I due si separano dal resto del gruppo, trovandosi coinvolti in un personalissimo giro del college che li porta a mettere in discussione i binari su cui si muovono le loro vite, fino a un'attrazione reciproca che si scontra con le scelte finali dei figli, destinate a non essere le stesse di quando è iniziata la giornata.

## Produzione
Ad aprile 2012 è stata annunciata la scelta di Andy García e Vera Farmiga come protagonisti del film. Successivamente Taissa Farmiga (sorella di Vera), Spencer Lofranco e Nicholas Braun si sono aggiunti al cast.

## Distribuzione
Proiettato per la prima volta il 17 maggio 2013 al Seattle International Film Festival, è stato distribuito negli Stati Uniti a partire dal 31 gennaio 2014.
In Italia è stato trasmesso in prima visione su Sky Cinema 1 il 30 settembre 2017.